# Kuchi

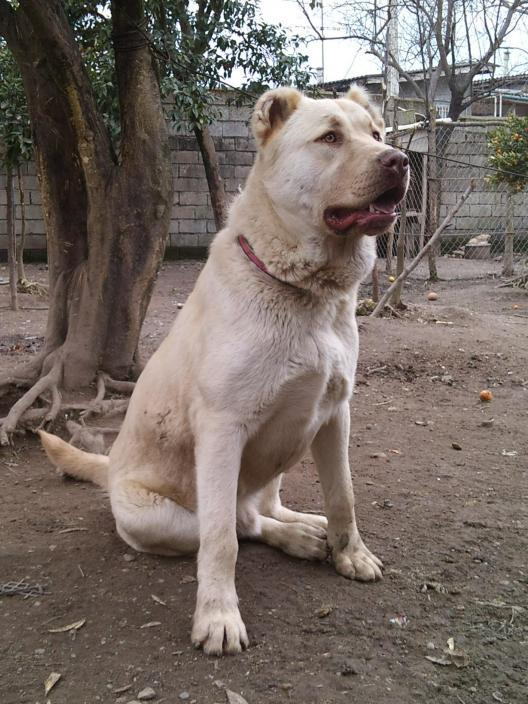
Un perro Kuchi en Kabul.

Kuchi (Sage kuchi en idioma dari, De Kochyano Spai en idioma pastún -perro de los nómadas-) es una raza afgana de perro moloso de pastoreo que toma su nombre del pueblo Kochi de Afganistán.
Es también un perro de guardia que sigue a los nómadas protegiendo caravanas y rebaños de ovejas, cabras, camellos y otros ganados de lobos y ladrones. Se encuentra en las regiones centrales de Afganistán y alrededores del país en Asia central. Este perro de montaña, comparte genética con el Pastor de Asia Central.
Es difícil de identificar ya que se encuentra totalmente asociado con la vida nómada en regiones remotas y montañosas donde no se utilizan técnicas de cría occidentales. La guerra e inestabilidad general en la región también ha afectado al pueblo nómada kuchi: muchos de sus miembros se han asentado alrededor de las ciudades, lo que ha creado una gran oportunidad para la raza Kuchi de cruzarse con otras. No hay ninguna entidad organizadora canina en Afganistán y algunos ejemplares de estos perros han sido exportados a Europa.

## Tamaño
Tienen un tamaño  imponente, con un  cuerpo poderoso y huesos pesados. La altura a la cruz de las hembras es de 74 cm a 84 cm, con un peso de hasta 80 kg. Los machos miden 81 cm a 90 cm a la cruz y pesan de 75 a 90 kg.

## Variantes y tipos
Los perros de esta raza pueden dividirse en tres grupos: Tipo montaña, tipo estepa y tipo desierto.
- Los kuchi tipo montaña tienen huesos largos y un manto grueso muy apropiado para la vida en las regiones montañosas del Pamir. Se encuentran en las mayores altitudes, lugares con mucha humedad y temperatura extrema.

- Los kuchi tipo estepa tienen una construcción más ligera con pelo de longitud media a larga. Son más rápidos y ágiles en terrenos llanos que la variedad de montaña y puede decirse que se caracterizan por tener un semblante similar al mastín combinado con hábitos de perro pastor.

- Los kuchi tipo desierto representan una variante más fácil de encontrar en las llanuras desérticas con poca vegetación y clima más cálido. Tienen una altura media, con un manto de longitud corta a media con un manto interior grueso y lanudo durante la estación fría. Posee características de los dos tipos anteriores, especialmente respecto a la estructura de su cabeza.

Otra forma de clasificación es entre tipo león (Djence Sheri) o tipo tigre (Djence Palangi). Esta división suele aplicarse sobre todo a Kuchis tipo desierto, aunque es importante saber que cada una de las variantes regionales muestran características existentes también en otros tipos.
- Los kuchi tipo león tienen una construcción más pesada, con cabezas más grandes y pecho más profundo. Su manto es más grueso y tienen una altura media con una cabeza mayor, parecida a la de un oso.

- Los kuchi tipo tigre tienen un porte más atlético, con un manto más fino y una cabeza más estilizada, en forma de cuña. Están más relacionados con los de kuchi tipo estepa.

La diferencia entre estos dos últimos tipos puede verse en la forma en la que se mueven. Los de tipo león son más majestuosos en movimiento, pareciendo orgullosos gracias a que llevan la cabeza bien erguida cuando andan.
Los de tipo tigre tienen una forma de andar más parecida a los gatos, con la cabeza al mismo nivel que el cuerpo y haciendo que sus patas delanteras pivoten un poco hacia dentro al caminar, correr o saltar.
Ambos tipos son extremadamente ágiles, con una gran velocidad y tenacidad al correr o atacar.